# Henry Paget
Henry Paget (17 de mayo de 1768-29 de abril de 1854) fue un general y político británico, I marqués de Anglesey y también conocido como Lord Paget.

## Biografía
Combatió en la campaña de Flandes (1794, en el contexto de la Primera Coalición) y en la Invasión anglo-rusa de los Países Bajos (1799), alcanzado el generalato en 1802. Al mando de la caballería inglesa de reserva y ya ennoblecido como Lord Paget, tomó parte en la Guerra de Independencia Española desde 1808, distinguiéndose en este conflicto por haber cubierto la retirada del general John Moore, venciendo en la batalla de Sahagún y en la batalla de Benavente, donde hizo prisionero al general francés Charles Lefebvre-Desnouettes. 
Heredó el condado de Uxbridge por la muerte de su padre en 1812 y dirigió a la caballería británica en la batalla de Waterloo, donde perdió la pierna derecha al impactarle una bala de cañón. Esto le valió ser recompensado con el título de marqués. En tiempos del gobierno de George Canning ascendió a teniente general y ocupó el cargo desde 1828 de Lord teniente de Irlanda.
Allí abolió algunas medidas injustas contra los católicos (fue defensor de la emancipación católica), tratando de calmar los odios de los partidos. Destituido por ello por el Duque de Wellington, ejerció nuevamente entre 1831 y 1833 el gobierno de Irlanda con Lord Grey como primer ministro. Consiguió restablecer el orden, agitado por Daniel O'Connell.